# GLUT2
GLUT2 és una proteïna transmembrana transportadora de glucosa membre de la membre número 2 de la família 5 de transportadors de soluts (SLC5A2), que promou el pas de glucosa mitjançant el cotransport facilitat Na+/glucosa i està implicada en el transport passiu de glucosa, especialment important en la reabsorció renal de glucosa.

## Localització
Aquesta isoforma s'expressa bàsicament en membranes cel·lulars de:
- fetge
- cèl·lules beta pancreàtiques
- hipotàlem
- membrana basolateral l'intestí prim
- membrana basolateral de les cèl·lules tubulars renals

## Funció
GLUT2 es caracteritza per una elevada capacitat de transport de glucosa però en canvi, una baixa afinitat per aquest monosacàrid, com indica la seva Km (Km = 15 - 20 mM), amb un valor força més elevat a la concentració normal de glucosa en sang (4 - 5 mM). Aquest fet el fa idoni pel seu paper com a "sensor de glucosa" en les cèl·lules β pancreàtiques, les encarregades de sintetitzar i alliberar insulina al torrent sanguini atenent a la concentració circulant de glucosa.
Al fetge intervindria en a captació i en l'alliberament de glucosa cap a la sang segons l'estat metabòlic general (dejuni/ingesta, exercici, etc.)
En l'intestí, com té lloc al ronyó, s'encarrega del transport transepitelial de glucosa amb l'objectiu de minimitzar-ne la pèrdua.
Es tracta d'un transportador de glucosa molt eficient, però també pot transportar galactosa, mannosa, fructosa i glucosamina.